# 北九州市生態工業園區
北九州市生態工業園區（日语：／ Kitakyūshū ekotaun */?）是日本福冈县北九州市获得国家认可后推进的环保示范项目。该项目依据生态城镇计划，在若松区响滩地区建设以资源回收产业为核心的企业园区（综合环境联合体·响回收园区），并设立由企业及大学组成的技术实证研究区。

## 概况
生态城镇计划是日本政府支持地方自治体构建循環型社会的国家级项目，旨在通过活用地方产业基础发展环保产业，推动3R原則实践，将各类废弃物转化为其他产业原料，最终实现零排放目标。1997年7月10日，北九州生态城与川崎市、长野县饭田市、岐阜县共同获得通商产业省（现经济产业省与环境省共同管辖）首批认证。作为北九州市打造"环境首都"的代表性设施，该园区吸引全日本各地考察团来访。

## 入驻机构
综合环境联合体·响回收园区内聚集以下主要回收企业及机构（同时混驻其他产业工厂）：
- 西日本PET瓶回收（新日本制铁、三井物産、日铁运输、日本通运、山九、北九州市政府合资）
- 西日本家电回收（东芝、松下电器、Therm、日立制作所、索尼、三菱电机、夏普、三洋电机、富士通将军合资）
- 西日本汽车回收（吉川工业、新日本制铁、日铁运输、九州金属产业合资）
- 日本磁力选矿
- 优可利资源（柏青哥机台回收）
- 阿米塔控股北九州循环资源制造所
- 九州·山口油脂事业协同组合
- 北九州报废车协同组合（多家汽车拆解企业联合）
- NHK北九州放送局响广播发射站（中波2频率）
- RKB每日放送北九州发射台（1197kHz）
- 九州朝日放送北九州发射台（720kHz）

其中民营广播电台积极推进太阳能发电设施建设，九州朝日广播已率先投入运营。三家电台均因原小仓日明地区城市化发展及设备老化，于平成时代陆续迁入现址。

## 实证研究区

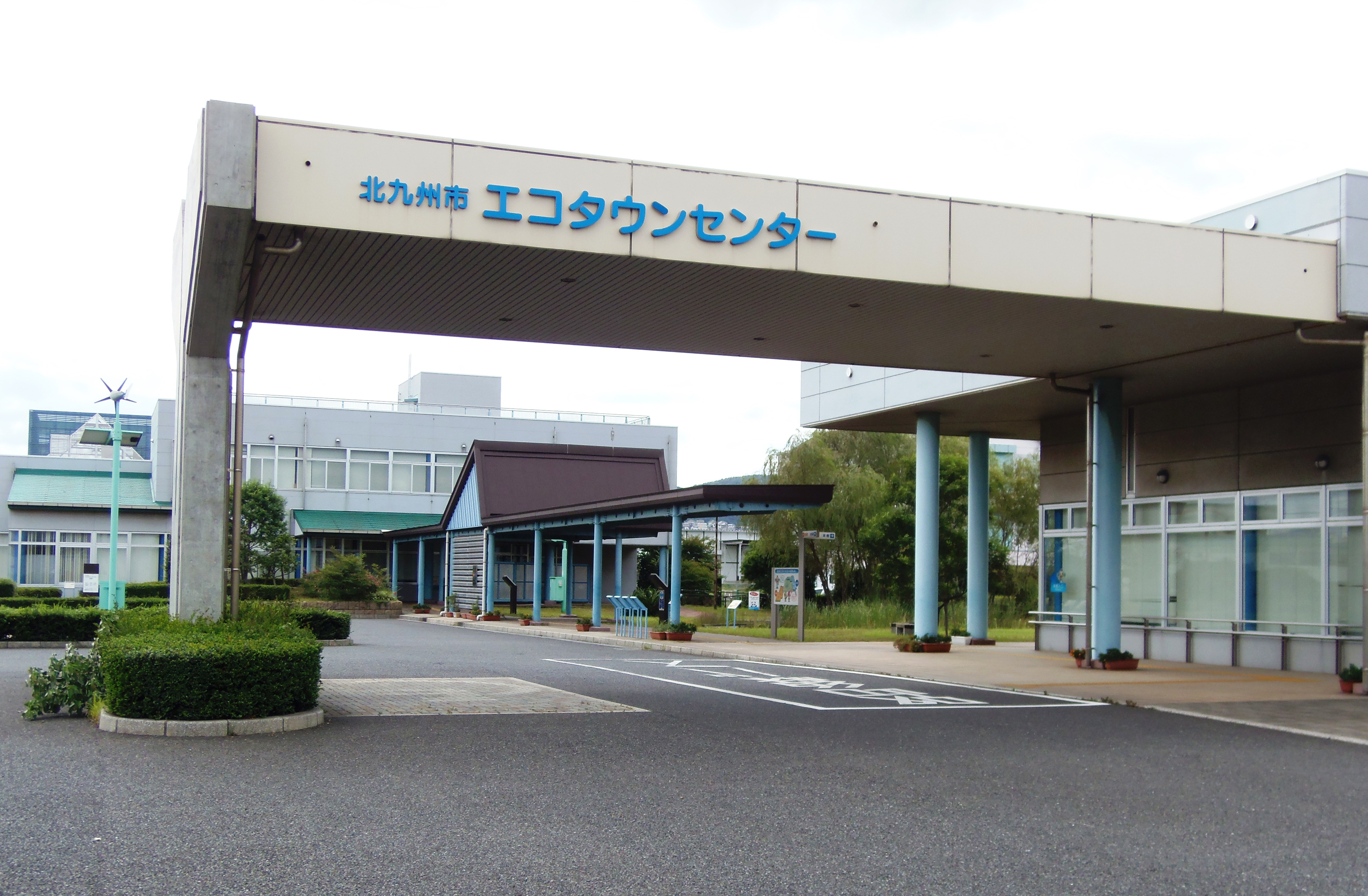
生态城中心

该区域汇聚高校及企业开展废弃物处理技术、资源再生、新能源等领域的技术验证：
主要设施
- 福冈大学资源循环与环境控制研究所
- 新日铁工程北九州环境技术中心
- 九州工业大学生态城实证研究中心
- 环境Technos响研究所

## 生态城中心
作为园区导览窗口，内设资源能源厅认证的"北九州次世代能源公园"：
- 地址：福冈县北九州市若松区向洋町10-20（实证研究区内）

## 相关文献
- 高杉晋吾《超级生态创新：探访北九州生态城》1999年　钻石社
- 末吉兴一《北九州生态城：零排放挑战录》2002年　海象社
- 关满博编《生态城镇的品牌时代》2009年　新评论